# Lobeliaceae
Lobeliaceae is een botanische naam, voor een familie van tweezaadlobbige planten. Een familie onder deze naam wordt slechts onregelmatig erkend door systemen van plantentaxonomie: deze planten worden ook wel ingevoegd bij de familie Campanulaceae. Ditzelfde dilemma bestaat ook in het APG-systeem (1998) en het APG II-systeem (2003), dat beide mogelijkheden toestaat.
De 23e druk van de Heukels (2005) erkent deze familie niet. Ook het Cronquist systeem (1981) erkent de familie niet.
Indien erkend is de bekende vertegenwoordiger dan Lobelia.